# Verwaltungsgliederung des Deutschen Reichs 1925
In diesem Artikel wird die Verwaltungsgliederung des Deutschen Reichs zum Stichtag 31. Dezember 1925 dargestellt. Die Bevölkerungszahlen entstammen der Volkszählung vom 16. Juni 1925. Aufgelistet werden die Länder, Provinzen, Land- und Stadtkreise. Es werden die Angaben aus dem Sonderheft Wirtschaft und Statistik zur Volkszählung am 16. Juni 1925 mit den dort aufgeführten Bezeichnungen der Verwaltungsbezirke übernommen.
Es sind dort die Gebiete des Deutschen Reiches ohne die im Versailler Friedensvertrag 1919 abgetretenen Gebiete aufgeführt.
Ohne Volksabstimmungen wurden abgetreten: das Reichsland Elsass-Lothringen an Frankreich; fast die ganze preußische Provinz Westpreußen an Polen; fast die gesamte preußische Provinz Posen an Polen; das Hultschiner Ländchen an die Tschechoslowakei; der südliche Teil des ostpreußischen Kreisen Neidenburg an Polen; ein kleiner niederschlesischer Grenzstreifen an Polen.
Nach Volksabstimmungen wurden abgetreten: Nordschleswig an Dänemark; Teile Oberschlesiens an Polen; Eupen-Malmedy und Neutral-Moresnet an Belgien.
Dem Völkerbund wurde unterstellt: das Saargebiet, dessen Kohleproduktion Frankreich unterstellt wurde (nach 15 Jahren sollte eine Volksabstimmung über die Zugehörigkeit stattfinden); Danzig und Umgebung als Freie Stadt unter Kontrolle des Völkerbunds (kam an das polnische Zollgebiet und wurde außenpolitisch von Polen vertreten); das Memelland (wurde zunächst unter Kontrolle des Völkerbunds mit eigenem Staatsrat und französischen Präfekten gestellt. Am 10. Januar 1923 wurde es von Litauen besetzt und in der Memelkonvention 1924 als autonomes Gebiet unter litauischer Staatshoheit gestellt.)

## Länder
Nach der Abdankung Kaiser Wilhelms II. am 9. November 1918 und der Ausrufung der Republik am selben Tag dankten alle Landesfürsten (Könige, Großherzöge, Herzöge und Fürsten) ab. Die Länder wurden Republiken.
| Land                              | Flagge | Wappen | Einwohner  | Hauptstadt                    |
| --------------------------------- | ------ | ------ | ---------- | ----------------------------- |
| Freistaat Anhalt                  |        |        | 351.045    | Dessau                        |
| Republik Baden                    |        |        | 2.312.500  | Karlsruhe                     |
| Freistaat Bayern                  |        |        | 7.379.600  | München                       |
| Freistaat Braunschweig            |        |        | 501.875    | Braunschweig                  |
| Freie Hansestadt Bremen           |        |        | 338.846    | Bremen                        |
| Freie und Hansestadt Hamburg      |        |        | 1.132.523  | -                             |
| Volksstaat Hessen                 |        |        | 1.347.279  | Darmstadt                     |
| Freistaat Lippe                   |        |        | 163.648    | Detmold                       |
| Freie und Hansestadt Lübeck       |        |        | 127.971    | -                             |
| Freistaat Mecklenburg-Schwerin    |        |        | 674.045    | Schwerin                      |
| Freistaat Mecklenburg-Strelitz    |        |        | 110.269    | Neustrelitz                   |
| Freistaat Oldenburg               |        |        | 545.172    | Oldenburg                     |
| Freistaat Preußen                 |        |        | 38.120.170 | Berlin                        |
| Freistaat Sachsen                 |        |        | 4.992.320  | Dresden                       |
| Freistaat Schaumburg-Lippe        |        |        | 48.046     | Bückeburg                     |
| Land Thüringen                    |        |        | 1.607.329  | Weimar                        |
| Freistaat Waldeck                 |        |        | 55.816     | Arolsen                       |
| Volksstaat Württemberg            |        |        | 2.580.235  | Stuttgart                     |
| Deutsches Reich (ohne Saargebiet) |        |        | 62.388.689 | Berlin vgl. Weimarer Republik |

## Freistaat Anhalt
Im Freistaat Anhalt bestanden 1925 5 Kreise. Keine Stadt war kreisfrei.
| Kreis       | Einwohner |
| ----------- | --------- |
| Ballenstedt | 33.849    |
| Bernburg    | 93.037    |
| Dessau      | 104.480   |
| Köthen      | 57.855    |
| Zerbst      | 62.285    |

## Republik Baden
Die Republik Baden gliederte sich 1925 in 4 Landeskommissärbezirke, die Regierungsbezirken entsprachen. Diese wiederum gliederten sich in Bezirksämter, die Landkreisen entsprachen. 1924 wurden mehrere Bezirksämter zusammengelegt. Alle Städte gehörten Bezirksämtern an. Es gab keine mit kreisfreien Städten vergleichbaren Städte.
| Bezirksamt                     | Einwohner |
| ------------------------------ | --------- |
| Emmendingen                    | 59.928    |
| Freiburg                       | 136.322   |
| Kehl                           | 31.561    |
| Lahr                           | 62.987    |
| Lörrach                        | 54.676    |
| Müllheim                       | 23.090    |
| Neustadt                       | 29.584    |
| Oberkirch                      | 21.085    |
| Offenburg                      | 68.375    |
| Schopfheim                     | 43.802    |
| Staufen                        | 21.063    |
| Waldkirch                      | 25.020    |
| Wolfach                        | 32.187    |
| Landeskommissärbezirk Freiburg | 609.680   |

| Bezirksamt                      | Einwohner |
| ------------------------------- | --------- |
| Bretten                         | 26.986    |
| Bruchsal                        | 82.609    |
| Bühl                            | 69.750    |
| Ettlingen                       | 34.089    |
| Karlsruhe                       | 220.979   |
| Pforzheim                       | 120.527   |
| Rastatt                         | 112.528   |
| Landeskommissärbezirk Karlsruhe | 667.468   |

| Bezirksamt                     | Einwohner |
| ------------------------------ | --------- |
| Donaueschingen                 | 40.151    |
| Engen                          | 22.999    |
| Konstanz                       | 78.057    |
| Meßkirch                       | 17.961    |
| Pfullendorf                    | 10.715    |
| Säckingen                      | 25.269    |
| Stockach                       | 19.737    |
| Überlingen                     | 30.612    |
| Villingen                      | 50.757    |
| Waldshut                       | 50.496    |
| Landeskommissärbezirk Konstanz | 346.754   |

| Bezirksamt                     | Einwohner |
| ------------------------------ | --------- |
| Adelsheim                      | 19.998    |
| Buchen                         | 28.186    |
| Heidelberg                     | 131.905   |
| Mannheim                       | 314.568   |
| Mosbach                        | 40.698    |
| Sinsheim                       | 46.167    |
| Tauberbischofsheim             | 39.630    |
| Weinheim                       | 32.669    |
| Wertheim                       | 19.150    |
| Wiesloch                       | 30.163    |
| Landeskommissärbezirk Mannheim | 703.134   |

## Freistaat Bayern
Der Freistaat Bayern gliederte sich 1925 in 8 Kreise, aus denen die Regierungsbezirke hervorgingen. Diese gliederten sich in kreisunmittelbare Städte und Bezirksämter. Die kreisunmittelbaren Städte entsprachen den kreisfreien Städten und die Bezirksämter den Kreisen. Bayern verlor im Friedensvertrag von Versailles (1919; in Kraft getreten 1920) nach dem Ersten Weltkrieg Gebiete im Kreis Pfalz an das unter Völkerbundverwaltung stehende Saargebiet. Das Bezirksamt St. Ingbert, große Teile des Bezirksamtes Homburg (mit dem Sitz Homburg) sowie ein Teil des Bezirksamtes Zweibrücken (ohne den Sitz Zweibrücken) fielen an das Saargebiet. Der Landesteil Coburg aus dem Freistaat Coburg und Sachsen-Gotha fiel 1920 nach einer Volksabstimmung am 30. November 1919 an den Freistaat Bayern und wurde dem Kreis Oberfranken zugeordnet.
| Kreisunmittelbare Stadt  | Einwohner |
| ------------------------ | --------- |
| Ansbach                  | 21.593    |
| Dinkelsbühl              | 5.027     |
| Eichstätt                | 8.061     |
| Erlangen                 | 29.343    |
| Fürth                    | 72.579    |
| Nürnberg                 | 384.272   |
| Rothenburg ob der Tauber | 8.857     |
| Schwabach                | 11.729    |
| Weißenburg in Bayern     | 7.982     |
| Bezirksamt               | Einwohner |
| Ansbach                  | 34.928    |
| Dinkelsbühl              | 24.432    |
| Eichstätt                | 25.646    |
| Erlangen                 | 12.687    |
| Feuchtwangen             | 26.830    |
| Fürth                    | 28.718    |
| Gunzenhausen             | 32.251    |
| Hersbruck                | 23.068    |
| Hilpoltstein             | 24.403    |
| Lauf                     | 26.774    |
| Neustadt a. d. Aisch     | 30.386    |
| Nürnberg                 | 22.801    |
| Rothenburg o. T.         | 19.364    |
| Scheinfeld               | 17.997    |
| Schwabach                | 32.003    |
| Uffenheim                | 29.652    |
| Weißenburg i. B.         | 29.015    |
| Kreis Mittelfranken      | 990.398   |

| Kreisunmittelbare Stadt            | Einwohner |
| ---------------------------------- | --------- |
| Deggendorf                         | 7.857     |
| Landshut                           | 25.645    |
| Passau                             | 24.454    |
| Straubing                          | 23.055    |
| Bezirksamt (ggf. Sitz)             | Einwohner |
| Bogen                              | 32.396    |
| Deggendorf                         | 43.509    |
| Dingolfing                         | 24.312    |
| Eggenfelden                        | 41.776    |
| Grafenau                           | 21.809    |
| Griesbach                          | 34.520    |
| Kelheim                            | 36.266    |
| Kötzting                           | 28.159    |
| Landau a. d. Isar                  | 25.050    |
| Landshut                           | 31.462    |
| Mainburg                           | 18.138    |
| Mallersdorf                        | 25.254    |
| Passau                             | 42.785    |
| Pfarrkirchen                       | 41.627    |
| Regen                              | 31.829    |
| Rottenburg                         | 18.659    |
| Straubing                          | 23.438    |
| Viechtach                          | 25.213    |
| Vilsbiburg                         | 32.525    |
| Vilshofen                          | 45.570    |
| Wegscheid                          | 18.620    |
| Wolfstein (Ort/Ortsteil Wolfstein) | 32.343    |
| Kreis Niederbayern                 | 756.271   |

| Kreisunmittelbare Stadt | Einwohner |
| ----------------------- | --------- |
| Freising                | 14.531    |
| Ingolstadt              | 27.088    |
| Landsberg               | 7.084     |
| München                 | 671.548   |
| Rosenheim               | 17.861    |
| Traunstein              | 9.229     |
| Bezirksamt              | Einwohner |
| Aibling                 | 27.805    |
| Aichach                 | 30.090    |
| Altötting               | 43.343    |
| Berchtesgaden           | 36.773    |
| Dachau                  | 31.669    |
| Ebersberg               | 29.582    |
| Erding                  | 45.381    |
| Freising                | 35.724    |
| Friedberg               | 20.688    |
| Fürstenfeldbruck        | 32.523    |
| Garmisch                | 30.112    |
| Ingolstadt              | 29.226    |
| Landsberg               | 28.139    |
| Laufen                  | 37.670    |
| Miesbach                | 46.489    |
| Mühldorf                | 41.704    |
| München                 | 69.992    |
| Pfaffenhofen            | 38.622    |
| Rosenheim               | 49.515    |
| Schongau                | 23.062    |
| Schrobenhausen          | 22.826    |
| Starnberg               | 29.399    |
| Tölz                    | 25.122    |
| Traunstein              | 49.654    |
| Wasserburg a. Inn       | 39.709    |
| Weilheim                | 40.911    |
| Wolfratshausen          | 21.361    |
| Kreis Oberbayern        | 1.704.432 |

| Kreisunmittelbare Stadt | Einwohner |
| ----------------------- | --------- |
| Bamberg                 | 49.465    |
| Bayreuth                | 35.008    |
| Coburg                  | 24.142    |
| Forchheim               | 9.605     |
| Hof                     | 40.361    |
| Kulmbach                | 11.783    |
| Marktredwitz            | 7.615     |
| Neustadt b. Coburg      | 8.713     |
| Rodach b. Coburg        | 2.914     |
| Selb                    | 13.202    |
| Bezirksamt              | Einwohner |
| Bamberg I               | 26.673    |
| Bamberg II              | 29.451    |
| Bayreuth                | 28.785    |
| Berneck                 | 16.678    |
| Coburg                  | 40.606    |
| Ebermannstadt           | 23.171    |
| Forchheim               | 29.461    |
| Höchstadt a. A.         | 28.156    |
| Hof                     | 25.762    |
| Kronach                 | 36.899    |
| Kulmbach                | 26.190    |
| Lichtenfels             | 37.683    |
| Münchberg               | 26.774    |
| Naila                   | 27.194    |
| Pegnitz                 | 26.966    |
| Rehau                   | 20.608    |
| Stadtsteinach           | 16.876    |
| Staffelstein            | 19.842    |
| Teuschnitz              | 22.122    |
| Wunsiedel               | 46.240    |
| Kreis Oberfranken       | 758.945   |

| Kreisunmittelbare Stadt | Einwohner |
| ----------------------- | --------- |
| Amberg                  | 26.176    |
| Neumarkt i. Oberpf.     | 7.875     |
| Regensburg              | 74.391    |
| Schwandorf              | 8.702     |
| Weiden i. d. OPf.       | 19.328    |
| Bezirksamt              | Einwohner |
| Amberg                  | 29.717    |
| Beilngries              | 14.974    |
| Burglengenfeld          | 27.205    |
| Cham                    | 30.841    |
| Eschenbach              | 25.301    |
| Kemnath                 | 24.495    |
| Nabburg                 | 18.271    |
| Neumarkt                | 27.170    |
| Neunburg v. Wald        | 15.380    |
| Neustadt a. d. Waldnaab | 29.563    |
| Oberviechtach           | 14.922    |
| Parsberg                | 31.230    |
| Regensburg              | 31.581    |
| Riedenburg              | 15.634    |
| Roding                  | 25.249    |
| Stadtamhof              | 30.670    |
| Sulzbach                | 21.031    |
| Tirschenreuth           | 41.049    |
| Vohenstrauß             | 23.710    |
| Waldmünchen             | 15.356    |
| Kreis Oberpfalz         | 629.821   |

| Kreisunmittelbare Stadt       | Einwohner |
| ----------------------------- | --------- |
| Frankenthal                   | 24.355    |
| Kaiserslautern                | 58.735    |
| Landau i. Pf.                 | 14.355    |
| Ludwigshafen a. Rh.           | 100.070   |
| Neustadt a. H.                | 20.621    |
| Pirmasens                     | 42.623    |
| Speyer                        | 25.116    |
| Zweibrücken                   | 15.672    |
| Bezirksamt                    | Einwohner |
| Bergzabern                    | 40.290    |
| Dürkheim                      | 31.417    |
| Frankenthal                   | 50.971    |
| Germersheim                   | 57.264    |
| Kaiserslautern                | 66.809    |
| Kirchheimbolanden             | 28.760    |
| Kusel                         | 64.457    |
| Landau i. Pf.                 | 55.853    |
| Ludwigshafen a. Rh.           | 40.226    |
| Neustadt a. H.                | 37.158    |
| Pirmasens                     | 54.473    |
| Rockenhausen                  | 37.167    |
| Speyer                        | 23.740    |
| Zweibrücken                   | 35.825    |
| Kreis Pfalz (ohne Saargebiet) | 925.957   |

| Kreisunmittelbare Stadt | Einwohner |
| ----------------------- | --------- |
| Augsburg                | 162.135   |
| Dillingen a. Donau      | 6.015     |
| Donauwörth              | 4.835     |
| Günzburg                | 6.005     |
| Kaufbeuren              | 9.112     |
| Kempten                 | 21.602    |
| Lindau (Bodensee)       | 14.371    |
| Memmingen               | 14.047    |
| Neuburg a. Donau        | 7.612     |
| Neu-Ulm                 | 11.524    |
| Nördlingen              | 8.796     |
| Bezirksamt              | Einwohner |
| Augsburg                | 27.395    |
| Dillingen a. Donau      | 39.968    |
| Donauwörth              | 33.035    |
| Füssen                  | 24.044    |
| Günzburg                | 31.556    |
| Illertissen             | 22.961    |
| Kaufbeuren              | 25.714    |
| Kempten                 | 40.730    |
| Krumbach                | 25.520    |
| Lindau (Bodensee)       | 31.755    |
| Markt Oberdorf          | 27.063    |
| Memmingen               | 35.251    |
| Mindelheim              | 39.429    |
| Neuburg a. D.           | 32.661    |
| Neu-Ulm                 | 23.448    |
| Nördlingen              | 30.975    |
| Schwabmünchen           | 24.581    |
| Sonthofen               | 45.888    |
| Wertingen               | 20.446    |
| Zusmarshausen           | 17.055    |
| Kreis Schwaben          | 865.529   |

| Kreisunmittelbare Stadt | Einwohner |
| ----------------------- | --------- |
| Aschaffenburg           | 32.934    |
| Bad Kissingen           | 15.410    |
| Kitzingen               | 10.188    |
| Schweinfurt             | 36.048    |
| Würzburg                | 88.625    |
| Bezirksamt              | Einwohner |
| Alzenau                 | 29.513    |
| Aschaffenburg           | 40.251    |
| Brückenau               | 15.522    |
| Ebern                   | 19.466    |
| Gemünden a. Main        | 15.998    |
| Gerolzhofen             | 32.318    |
| Hammelburg              | 21.005    |
| Haßfurt                 | 30.573    |
| Karlstadt               | 31.257    |
| Kissingen               | 31.199    |
| Kitzingen               | 30.196    |
| Königshofen i. Grabfeld | 15.206    |
| Lohr                    | 22.932    |
| Marktheidenfeld         | 30.841    |
| Mellrichstadt           | 14.210    |
| Miltenberg              | 22.624    |
| Neustadt a. Saale       | 21.592    |
| Obernburg               | 31.696    |
| Ochsenfurt              | 26.962    |
| Schweinfurt             | 37.662    |
| Würzburg                | 48.004    |
| Kreis Unterfranken      | 768.256   |

## Freistaat Braunschweig
| Kreis        | Einwohner |
| ------------ | --------- |
| Blankenburg  | 41.473    |
| Braunschweig | 193.913   |
| Gandersheim  | 52.403    |
| Helmstedt    | 80.127    |
| Holzminden   | 51.509    |
| Wolfenbüttel | 88.592    |

Mit Inkrafttreten der Städteordnung des Freistaates Braunschweigs vom 15. November 1924 am 1. April 1925 unterlag die Stadt Braunschweig nicht mehr der Kreisordnung des Landes Braunschweigs. Die Stadt Braunschweig schied aus dem Kreis Braunschweig aus und unterstand nicht mehr der Kreisdirektion Braunschweig. In der Übersicht zur Volkszählung am 16. Juni 1925 wurden die Einwohner der Stadt Braunschweig beim Kreis Braunschweig erfasst.
Der Freistaat Braunschweig hat ab 1. April 1925 folgende Verwaltungsgliederung:
| Kreisfreie Stadt |
| ---------------- |
| Braunschweig     |
| Kreis            |
| Blankenburg      |
| Braunschweig     |
| Gandersheim      |
| Helmstedt        |
| Holzminden       |
| Wolfenbüttel     |

## Freie Hansestadt Bremen
Die Freie Hansestadt Bremen bestand 1925 aus den Städten Bremen, Bremerhaven und Vegesack und dem Landherrnamt Bremer Landgebiet mit Städten und Gemeinden, das einem Kreis entsprach.
| Stadt              | Einwohner |
| ------------------ | --------- |
| Bremen, Stadt      | 289.667   |
| Bremerhaven, Stadt | 23.414    |
| Vegesack, Stadt    | 4.340     |
| Landherrnamt       | Einwohner |
| Landgebiet Bremen  | 15.947    |

## Freie und Hansestadt Hamburg
| Stadt            | Einwohner |
| ---------------- | --------- |
| Hamburg, Stadt   | 1.053.983 |
| Landherrenschaft | Einwohner |
| Bergedorf        | 34.321    |
| Geestlande       | 7.225     |
| Marschlande      | 10.043    |
| Ritzebüttel      | 23.197    |

Die Freie und Hansestadt Hamburg gliederte sich in die selbständigen Städte Hamburg und (ab 2. Januar 1924) Bergedorf, Cuxhaven und Geesthacht. Das Landgebiet gliederte sich in die 4 Landherrenschaften Bergedorf, Ritzebüttel und die Landherrenschaften der Geestlande und der Marschlande. Am 2. Januar 1924 schieden die Städte Bergedorf und Geesthacht aus der Landherrenschaft Bergedorf und die Stadt Cuxhaven aus der Landherrenschaft Ritzebüttel aus. Die Landherrenschaften entsprachen Kreisen. In der Übersicht zur Volkszählung vom 16. Juni 1925 waren die Einwohnerzahlen der Städte Bergedorf und Geesthacht bei der Landherrenschaft Bergedorf und die der Stadt Cuxhaven bei der Landherrenschaft Ritzebüttel aufgeführt.
Ab dem 2. Januar 1924 gliederte sich die Freie und Hansestadt Hamburg wie folgt:
| Stadt             |
| ----------------- |
| Bergedorf, Stadt  |
| Cuxhaven, Stadt   |
| Geesthacht, Stadt |
| Hamburg, Stadt    |
| Landherrenschaft  |
| Bergedorf         |
| Geestlande        |
| Marschlande       |
| Ritzebüttel       |

## Volksstaat Hessen
Der Volksstaat Hessen gliederte sich 1925 in 3 Provinzen, die Regierungsbezirken entsprachen. Die Provinzen gliederten sich in Kreise. Alle Städte gehörten den Kreisen an. Es gab keine kreisfreien Städte im Volksstaat Hessen.
| Kreis              | Einwohner |
| ------------------ | --------- |
| Alsfeld            | 37.996    |
| Büdingen           | 43.881    |
| Friedberg          | 95.845    |
| Gießen             | 99.463    |
| Lauterbach         | 30.188    |
| Schotten           | 28.453    |
| Provinz Oberhessen | 335.826   |

| Kreis               | Einwohner |
| ------------------- | --------- |
| Alzey               | 42.447    |
| Bingen              | 45.431    |
| Mainz               | 152.067   |
| Oppenheim           | 48.072    |
| Worms               | 97.358    |
| Provinz Rheinhessen | 385.375   |

| Kreis               | Einwohner |
| ------------------- | --------- |
| Bensheim            | 74.115    |
| Darmstadt           | 145.124   |
| Dieburg             | 65.901    |
| Erbach              | 49.620    |
| Groß-Gerau          | 72.082    |
| Heppenheim          | 55.875    |
| Offenbach a. M.     | 174.801   |
| Provinz Starkenburg | 637.518   |

## Freistaat Lippe
Der Freistaat Lippe gliederte sich 1925 in 9 amtsfreie Städte und 5 Verwaltungsämter. Die amtsfreien Städte entsprachen kreisfreien Städten. Die Verwaltungsämter gliederten sich in Ämter, in denen Gemeinden zusammengefasst waren.
| Stadt                           | Einwohner |
| ------------------------------- | --------- |
| Barntrup                        | 1.923     |
| Blomberg                        | 3.999     |
| Detmold                         | 16.173    |
| Horn                            | 2.548     |
| Lage                            | 6.579     |
| Lemgo                           | 11.492    |
| Salzuflen                       | 12.768    |
| Schötmar                        | 4.534     |
| Schwalenberg                    | 892       |
| Verwaltungsamt (ggf. Sitz)      | Einwohner |
| Blomberg                        | 13.267    |
| Brake i. L.                     | 31.752    |
| Detmold                         | 36.489    |
| Lipperode-Cappel (Stift Cappel) | 1.600     |
| Schötmar                        | 22.022    |

## Freie und Hansestadt Lübeck
Die Freie und Hansestadt Lübeck gliederte sich 1925 in die Stadt Lübeck und das Landgebiet mit den Exklaven.
| Stadt      | Einwohner |
| ---------- | --------- |
| Lübeck     | 120.299   |
| Landgebiet | Einwohner |
| Lübeck     | 7.261     |

## Freistaat Mecklenburg-Schwerin
Nach dem Ende der Monarchie im November 1918 bestand der Freistaat Mecklenburg-Schwerin aus amtsfreien Städten und Ämtern. Bei der Gebietsreform am 1. April 1921 blieben 4 Selbständige Stadtbezirke bestehen. Die restlichen amtsfreien Städte und zahlreiche Ämter wurden zu neuen Ämtern zusammengelegt. Die Selbständigen Stadtbezirke entsprachen kreisfreien Städten und die größeren neuen Ämter waren die Vorläufer der Kreise.
| Selbständiger Stadtbezirk | Einwohner |
| ------------------------- | --------- |
| Güstrow                   | 18.835    |
| Rostock (Warnemünde)      | 78.361    |
| Schwerin                  | 46.280    |
| Wismar                    | 25.768    |
| Amt                       | Einwohner |
| Boizenburg                | 16.433    |
| Bützow                    | 26.216    |
| Dargun                    | 22.956    |
| Doberan                   | 38.245    |
| Grabow                    | 40.033    |
| Grevesmühlen              | 28.348    |
| Güstrow                   | 32.131    |
| Hagenow                   | 34.283    |
| Lübz                      | 30.198    |
| Neustadt                  | 35.624    |
| Röbel                     | 23.413    |
| Rostock                   | 49.495    |
| Schwerin                  | 37.159    |
| Stavenhagen               | 35.928    |
| Waren                     | 30.252    |
| Warin                     | 21.765    |
| Wismar                    | 15.676    |

## Freistaat Mecklenburg-Strelitz
Nach dem Ende der Monarchie gliederte sich der Freistaat Mecklenburg-Strelitz in Freie Städte und Ämter. 1919 wurden 3 Städte zu Freien Städten. 1920 wurden 2 Ämter mit anderen Ämtern zusammengelegt. Die Freien Städte entsprachen den Kreisfreien Städten und die Ämter waren Vorläufer der Kreise.
| Freie Stadt    | Einwohner |
| -------------- | --------- |
| Feldberg       | 1.672     |
| Friedland      | 7.546     |
| Fürstenberg    | 4.022     |
| Mirow          | 1.690     |
| Neubrandenburg | 13.858    |
| Neustrelitz    | 12.340    |
| Stargard       | 2.747     |
| Strelitz       | 4.746     |
| Wesenberg      | 1.911     |
| Woldegk        | 3.252     |
| Amt            | Einwohner |
| Schönberg      | 12.362    |
| Stargard       | 21.917    |
| Strelitz       | 21.353    |

## Freistaat Oldenburg
Der Freistaat Oldenburg gliederte sich in den Landesteil Oldenburg mit dem Kernland und der Hauptstadt Oldenburg, den Landesteil Lübeck und den Landesteil Birkenfeld. Der Landesteil Oldenburg wurde in Städte I. Klasse und Ämter eingeteilt. Die Landesteile Lübeck und Birkenfeld wurden von jeweils einem Regierungspräsidenten verwaltet und waren nicht in Ämter und Städte I. Klasse untergliedert. Die Städte I. Klasse entsprachen Kreisfreien Städten und die Ämter waren Vorläufer der Kreise.
| Stadt I. Klasse       | Einwohner |
| --------------------- | --------- |
| Delmenhorst           | 24.686    |
| Jever                 | 6.074     |
| Oldenburg i. O.       | 52.187    |
| Rüstringen            | 47.352    |
| Varel                 | 8.579     |
| Amt                   | Einwohner |
| Brake (Unterweser)    | 19.897    |
| Butjadingen           | 26.481    |
| Cloppenburg           | 37.188    |
| Delmenhorst           | 23.392    |
| Elsfleth              | 13.855    |
| Friesoythe            | 18.393    |
| Jever                 | 24.318    |
| Oldenburg             | 31.264    |
| Varel                 | 23.409    |
| Vechta                | 46.550    |
| Westerstede           | 27.721    |
| Wildeshausen          | 13.084    |
| Landesteil            | Einwohner |
| Landesteil Oldenburg  | 444.430   |
| Landesteil Birkenfeld | 55.845    |
| Landesteil Lübeck     | 53.264    |

## Freistaat Preußen
Der Freistaat Preußen gliederte sich 1925 in Provinzen. Die Stadt Berlin gehörte zu keiner Provinz und hatte Rechte einer Provinz. Die Provinzen gliederten sich in Regierungsbezirke. Diese wurden in Stadtkreise und Kreise eingeteilt. Kreise, dessen Kreissitz in einem Stadtkreis waren, nannte man Landkreise.
In Folge des Versailler Friedensvertrages von 1919 mit Inkrafttreten am 10. Januar 1920 verlor Preußen fast ganz Westpreußen und Posen, Teile von Ostpreußen und Schlesien. Das Saargebiet, das Gebiet um Danzig und das Memelland als Teile Preußens wurde unter Völkerbundverwaltung gestellt, daher verlor Preußen auch diese Gebiete. Nach Volksabstimmungen verlor Preußen Eupen und Malmedy, Nordschleswig und Teile Oberschlesiens.

### Stadt Berlin und Provinzen
| Stadt/Provinz               | Einwohner |
| --------------------------- | --------- |
| Stadt Berlin                | 3.931.071 |
| Brandenburg                 | 2.616.835 |
| Grenzmark Posen-Westpreußen | 337.897   |
| Hannover                    | 3.213.438 |
| Hessen-Nassau               | 2.404.488 |
| Hohenzollernsche Lande      | 72.297    |
| Niederschlesien             | 3.159.367 |
| Oberschlesien               | 1.372.724 |
| Ostpreußen                  | 2.274.893 |
| Pommern                     | 1.918.145 |
| Rheinprovinz                | 7.235.157 |
| Sachsen                     | 3.282.767 |
| Schleswig-Holstein          | 1.534.817 |
| Westfalen                   | 4.827.147 |

### Stadt Berlin
Die Stadt Berlin schied am 1. Oktober 1920 mit Inkrafttreten des Gesetzes über die Bildung der neuen Stadtgemeinde Berlin, das von der verfassungsgebenden preußischen Landesversammlung am 27. April 1920 verabschiedet wurde, aus der Provinz Brandenburg aus. Das Gebiet der Reichshauptstadt und Hauptstadt Preußens wurde mit Zusammenschluss des bisherigen Stadtkreises Berlin mit 6 Stadtkreisen und 59 Landgemeinden und 27 Gutsbezirken aus den Kreisen Teltow, Niederbarnim und Osthavelland vergrößert. Berlin wurde eine Einheitsgemeinde und ein Regierungsbezirk mit provinzähnlichen Funktionen.
| Stadtkreis | Einwohner |
| ---------- | --------- |
| Berlin     | 3.931.071 |

### Provinz Brandenburg
| Stadtkreis                      | Einwohner |
| ------------------------------- | --------- |
| Cottbus                         | 50.071    |
| Forst (Lausitz)                 | 35.832    |
| Frankfurt (Oder)                | 69.073    |
| Guben                           | 40.336    |
| Landsberg (Warthe)              | 44.674    |
| Kreis (ggf. Sitz)               | Einwohner |
| Arnswalde                       | 45.141    |
| Calau                           | 109.515   |
| Landkreis Cottbus               | 54.077    |
| Crossen (Oder)                  | 59.528    |
| Friedeberg Nm.                  | 55.106    |
| Landkreis Guben                 | 45.862    |
| Königsberg Nm.                  | 99.542    |
| Landkreis Landsberg (Warthe)    | 56.525    |
| Lebus                           | 104.365   |
| Luckau (Nd. Lausitz)            | 75.235    |
| Lübben (Spreewald)              | 33.873    |
| Oststernberg (Zielenzig)        | 44.071    |
| Soldin                          | 50.474    |
| Sorau                           | 87.845    |
| Spremberg (Lausitz)             | 39.636    |
| Weststernberg (Reppen)          | 46.047    |
| Züllichau-Schwiebus (Züllichau) | 51.463    |
| Regierungsbezirk Frankfurt      | 1.298.291 |

| Stadtkreis                          | Einwohner |
| ----------------------------------- | --------- |
| Stadtkreis Brandenburg (Havel)      | 59.104    |
| Stadtkreis Eberswalde               | 29.449    |
| Stadtkreis Potsdam                  | 62.125    |
| Stadtkreis Rathenow                 | 27.299    |
| Stadtkreis Wittenberge              | 25.702    |
| Kreis (ggf. Sitz)                   | Einwohner |
| Angermünde                          | 66.629    |
| Beeskow-Storkow (Beeskow)           | 54.624    |
| Jüterbog-Luckenwalde (Jüterbog)     | 76.506    |
| Niederbarnim (Berlin)               | 142.992   |
| Oberbarnim (Bad Freienwalde (Oder)) | 82.216    |
| Osthavelland (Nauen)                | 90.267    |
| Ostprignitz (Kyritz)                | 72.035    |
| Prenzlau                            | 64.571    |
| Ruppin (Neuruppin)                  | 81.220    |
| Teltow (Berlin)                     | 124.501   |
| Templin                             | 56.236    |
| Westhavelland (Rathenow)            | 45.869    |
| Westprignitz (Perleberg)            | 63.153    |
| Zauch-Belzig (Belzig)               | 94.046    |
| Regierungsbezirk Potsdam            | 1.318.544 |

### Provinz Grenzmark Posen-Westpreußen
Durch das preußische Gesetz vom 21. Juli 1922 wurde die Preußische Provinz Grenzmark Posen-Westpreußen aus beim Deutschen Reich gebliebenen Restgebieten der bisherigen Provinzen Posens und Westpreußens westlich der Weichsel gebildet. Die Provinz bestand aus dem Regierungsbezirk Schneidemühl. Dieser wurde in den Stadtkreis Schneidemühl und Kreise eingeteilt.
| Stadtkreis                    | Einwohner |
| ----------------------------- | --------- |
| Schneidemühl                  | 37.634    |
| Kreis (ggf. Sitz)             | Einwohner |
| Bomst                         | 13.095    |
| Deutsch Krone                 | 68.791    |
| Flatow                        | 41.920    |
| Fraustadt                     | 20.395    |
| Meseritz                      | 33.343    |
| Netzekreis (Schönlanke)       | 41.180    |
| Schlochau                     | 58.779    |
| Schwerin                      | 22.760    |
| Regierungsbezirk Schneidemühl | 337.897   |

### Provinz Hannover
Am 1. April 1922 kam der zum Freistaat Waldeck gehörende Kreis Pyrmont an Preußen zu der Provinz Hannover. Er wurde mit dem Kreis Hameln zum neuen Landkreis Hameln-Pyrmont zusammengeschlossen.
| Stadtkreis              | Einwohner |
| ----------------------- | --------- |
| Emden                   | 27.927    |
| Wilhelmshaven           | 25.179    |
| Kreis                   | Einwohner |
| Aurich                  | 46.951    |
| Emden                   | 30.240    |
| Leer                    | 60.740    |
| Norden                  | 45.396    |
| Weener                  | 21.398    |
| Wittmund                | 40.694    |
| Regierungsbezirk Aurich | 298.525   |

| Stadtkreis                | Einwohner |
| ------------------------- | --------- |
| Hameln                    | 25.407    |
| Hannover                  | 414.108   |
| Kreis (ggf. Sitz)         | Einwohner |
| Diepholz                  | 24.349    |
| Hameln-Pyrmont (Hameln)   | 54.411    |
| Hannover                  | 30.827    |
| Hoya                      | 28.431    |
| Linden (Hannover)         | 40.231    |
| Neustadt a. Rbge.         | 35.377    |
| Nienburg/Weser            | 30.635    |
| Springe                   | 32.099    |
| Stolzenau                 | 31.152    |
| Sulingen                  | 23.378    |
| Syke                      | 49.784    |
| Regierungsbezirk Hannover | 820.189   |

| Stadtkreis                        | Einwohner |
| --------------------------------- | --------- |
| Göttingen                         | 41.496    |
| Goslar                            | 21.297    |
| Hildesheim                        | 58.044    |
| Kreis (ggf. Sitz)                 | Einwohner |
| Alfeld                            | 29.730    |
| Duderstadt                        | 26.222    |
| Einbeck                           | 27.548    |
| Göttingen                         | 36.751    |
| Goslar                            | 34.656    |
| Gronau                            | 21.612    |
| Hildesheim                        | 31.658    |
| Ilfeld                            | 18.356    |
| Marienburg i. Hann. (Hildesheim)  | 38.249    |
| Münden (Hannoversch Münden)       | 28.211    |
| Northeim                          | 34.550    |
| Osterode am Harz                  | 46.863    |
| Peine                             | 54.606    |
| Uslar                             | 20.375    |
| Zellerfeld (Clausthal-Zellerfeld) | 33.675    |
| Regierungsbezirk Hildesheim       | 603.899   |

| Stadtkreis                | Einwohner |
| ------------------------- | --------- |
| Celle                     | 25.530    |
| Harburg                   | 72.715    |
| Lüneburg                  | 29.208    |
| Wilhelmsburg              | 32.260    |
| Kreis (ggf. Sitz)         | Einwohner |
| Bleckede                  | 19.917    |
| Burgdorf                  | 58.687    |
| Celle                     | 46.811    |
| Dannenberg                | 13.521    |
| Fallingbostel             | 35.221    |
| Gifhorn                   | 39.661    |
| Harburg                   | 37.398    |
| Isenhagen                 | 22.223    |
| Lüchow                    | 30.130    |
| Lüneburg                  | 24.414    |
| Soltau                    | 25.799    |
| Uelzen (Oldenstadt)       | 58.094    |
| Winsen                    | 32.194    |
| Regierungsbezirk Lüneburg | 603.783   |

| Stadtkreis                     | Einwohner |  |
| ------------------------------ | --------- |  |
| Osnabrück                      | 88.334    |  |
| Kreis (ggf. Sitz)              | Einwohner |  |
| Aschendorf                     | 25.875    |  |
| Bersenbrück                    | 54.618    |  |
| Grafschaft Bentheim (Bentheim) | 50.230    |  |
| Hümmling (Sögel)               | 21.456    |  |
| Iburg                          | 36.082    |  |
| Lingen                         | 43.000    |  |
| Melle                          | 27.477    |  |
| Meppen                         | 30.727    |  |
| Osnabrück                      | 34.358    |  |
| Wittlage                       | 19.783    |  |
| Regierungsbezirk Osnabrück     | 431.949   |  |

| Stadtkreis                | Einwohner |
| ------------------------- | --------- |
| Wesermünde                | 70.112    |
| Kreis (ggf. Sitz)         | Einwohner |
| Achim                     | 32.825    |
| Blumenthal                | 43.023    |
| Bremervörde               | 22.497    |
| Geestemünde (Wesermünde)  | 23.810    |
| Hadeln (Otterndorf)       | 17.247    |
| Jork                      | 20.866    |
| Kehdingen (Freiburg/Elbe) | 17.942    |
| Lehe (Wesermünde)         | 24.443    |
| Neuhaus a. Oste           | 27.162    |
| Osterholz                 | 32.672    |
| Rotenburg Hann.           | 28.875    |
| Stade                     | 44.660    |
| Verden                    | 28.370    |
| Zeven                     | 20.598    |
| Regierungsbezirk Stade    | 455.102   |

### Provinz Hessen-Nassau
| Stadtkreis                             | Einwohner |
| -------------------------------------- | --------- |
| Hanau                                  | 38.408    |
| Kassel                                 | 168.289   |
| Kreis (ggf. Sitz)                      | Einwohner |
| Eschwege                               | 47.157    |
| Frankenberg (Eder)                     | 26.731    |
| Fritzlar                               | 29.423    |
| Fulda                                  | 72.805    |
| Gelnhausen                             | 54.225    |
| Gersfeld                               | 22.376    |
| Grafschaft Schaumburg (Rinteln)        | 49.407    |
| Hanau                                  | 63.365    |
| Herrschaft Schmalkalden (Schmalkalden) | 48.888    |
| Hersfeld                               | 42.344    |
| Hofgeismar                             | 39.827    |
| Homberg                                | 23.826    |
| Hünfeld                                | 24.368    |
| Kassel                                 | 59.557    |
| Kirchhain                              | 23.995    |
| Marburg a. d. Lahn                     | 61.517    |
| Melsungen                              | 32.522    |
| Rotenburg i. Hessen-Nassau             | 37.906    |
| Schlüchtern                            | 31.124    |
| Witzenhausen                           | 36.373    |
| Wolfhagen                              | 25.855    |
| Ziegenhain                             | 38.528    |
| Regierungsbezirk Kassel                | 1.098.816 |

| Stadtkreis                                        | Einwohner |
| ------------------------------------------------- | --------- |
| Frankfurt a. Main                                 | 458.422   |
| Wiesbaden                                         | 104.177   |
| Kreis (ggf. Sitz)                                 | Einwohner |
| Biedenkopf                                        | 53.351    |
| Dillkreis (Dillenburg)                            | 58.015    |
| Höchst                                            | 86.430    |
| Limburg a. Lahn                                   | 58.851    |
| Oberlahnkreis (Weilburg)                          | 41.391    |
| Obertaunuskreis (Bad Homburg vor der Höhe)        | 63.208    |
| Oberwesterwaldkreis (Bad Marienberg (Westerwald)) | 31.720    |
| Rheingaukreis (Rüdesheim)                         | 40.209    |
| Sankt Goarshausen                                 | 46.587    |
| Unterlahnkreis (Diez)                             | 48.974    |
| Untertaunuskreis (Bad Schwalbach)                 | 38.111    |
| Unterwesterwaldkreis (Montabaur)                  | 50.105    |
| Usingen                                           | 28.904    |
| Westerburg                                        | 31.973    |
| Landkreis Wiesbaden                               | 70.244    |
| Regierungsbezirk Wiesbaden                        | 1.305.672 |

### Hohenzollerische Lande
Der Regierungsbezirk Sigmaringen hatte Funktionen einer preußischen Provinz. Der Regierungspräsident von Sigmaringen übernahm Aufgaben als Oberpräsident der Hohenzollerischen Lande. Der Regierungsbezirk gliederte sich 1925 in 4 Oberämter. Diese entsprachen Kreisen. Es gab keine Stadtkreise.
| Oberamt                      | Einwohner |
| ---------------------------- | --------- |
| Gammertingen                 | 13.028    |
| Haigerloch                   | 11.900    |
| Hechingen                    | 23.082    |
| Sigmaringen                  | 24.292    |
| Regierungsbezirk Sigmaringen | 72.297    |

### Provinz Niederschlesien
1919 wurde die Provinz Schlesien in die Provinzen Niederschlesien und Oberschlesien aufgeteilt. Die Provinz Niederschlesien bestand aus den Regierungsbezirken Breslau und Liegnitz.
| Stadtkreis                 | Einwohner |
| -------------------------- | --------- |
| Breslau                    | 553.029   |
| Brieg                      | 27.696    |
| Schweidnitz                | 30.013    |
| Waldenburg                 | 44.059    |
| Kreis                      | Einwohner |
| Breslau                    | 101.877   |
| Brieg                      | 38.390    |
| Frankenstein i. Schles.    | 47.952    |
| Glatz                      | 72.643    |
| Groß Wartenberg            | 27.532    |
| Guhrau                     | 35.156    |
| Habelschwerdt              | 59.679    |
| Militsch                   | 47.702    |
| Münsterberg                | 32.473    |
| Namslau                    | 31.036    |
| Neumarkt i. Schles.        | 59.791    |
| Neurode                    | 55.415    |
| Nimptsch                   | 30.504    |
| Oels                       | 71.186    |
| Ohlau                      | 57.596    |
| Reichenbach (Eulengebirge) | 66.924    |
| Schweidnitz                | 71.327    |
| Steinau                    | 25.519    |
| Strehlen                   | 37.081    |
| Striegau                   | 45.143    |
| Trebnitz                   | 56.674    |
| Waldenburg i. Schles.      | 136.210   |
| Wohlau                     | 46.851    |
| Regierungsbezirk Breslau   | 1.909.458 |

| Stadtkreis                                  | Einwohner |
| ------------------------------------------- | --------- |
| Glogau                                      | 25.788    |
| Görlitz                                     | 84.978    |
| Grünberg i. Schles.                         | 24.745    |
| Hirschberg                                  | 28.514    |
| Liegnitz                                    | 71.805    |
| Kreis (ggf. Sitz)                           | Einwohner |
| Bolkenhain                                  | 29.176    |
| Bunzlau                                     | 67.369    |
| Freystadt i. Niederschles.                  | 59.249    |
| Glogau                                      | 52.209    |
| Görlitz                                     | 66.039    |
| Goldberg-Haynau (Goldberg i. Niederschles.) | 53.905    |
| Grünberg i. Schles.                         | 36.286    |
| Hirschberg i. Rsgb.                         | 80.125    |
| Hoyerswerda                                 | 54.276    |
| Jauer                                       | 34.704    |
| Landeshut i. Schles.                        | 54.365    |
| Lauban                                      | 73.929    |
| Liegnitz                                    | 41.623    |
| Löwenberg i. Schles.                        | 66.746    |
| Lüben                                       | 34.206    |
| Rothenburg (Ob. Laus.)                      | 76.639    |
| Sagan                                       | 65.585    |
| Schönau                                     | 27.239    |
| Sprottau                                    | 40.409    |
| Regierungsbezirk Liegnitz                   | 1.249.909 |

### Provinz Oberschlesien
1919 wurde die Provinz Oberschlesien aus Teilen der Provinz Schlesien gebildet. Einige Teile Oberschlesiens fielen 1920 an Polen und die Tschechoslowakei und nach der Volksabstimmung 1921 an Polen. Die Provinz Oberschlesien bestand aus dem Regierungsbezirk Oppeln.
| Stadtkreis                  | Einwohner |
| --------------------------- | --------- |
| Beuthen O. S.               | 62.474    |
| Gleiwitz                    | 81.152    |
| Neisse                      | 32.388    |
| Oppeln                      | 41.005    |
| Ratibor                     | 40.828    |
| Kreis (ggf. Sitz)           | Einwohner |
| Beuthen                     | 73.830    |
| Cosel                       | 82.606    |
| Falkenberg O.S.             | 39.066    |
| Groß Strehlitz              | 77.176    |
| Grottkau                    | 39.953    |
| Hindenburg O.S.             | 128.774   |
| Kreuzburg O.S.              | 53.080    |
| Leobschütz                  | 81.175    |
| Lublinitz                   | 17.072    |
| Neisse                      | 69.924    |
| Neustadt O.S.               | 94.263    |
| Oppeln                      | 124.841   |
| Ratibor                     | 58.947    |
| Rosenberg O.S.              | 52.561    |
| Rybnik                      | 8.887     |
| Tarnowitz                   | 28.895    |
| Tost-Gleiwitz (in Gleiwitz) | 83.827    |
| Regierungsbezirk Oppeln     | 1.372.724 |

### Provinz Ostpreußen
Teile der Provinz Ostpreußen wurden 1920 an Polen abgetreten, das Memelgebiet wurde unter Aufsicht des Völkerbundes gestellt. Später wurde die Verwaltung an Litauen übertragen. Zu der Provinz Ostpreußen kamen Teile der Provinz Westpreußen östlich der Warthe als Regierungsbezirk Westpreußen.
| Stadtkreis                  | Einwohner |
| --------------------------- | --------- |
| Allenstein                  | 36.794    |
| Kreis (ggf. Sitz)           | Einwohner |
| Allenstein                  | 56.568    |
| Johannisburg                | 58.941    |
| Lötzen                      | 45.950    |
| Lyck                        | 59.162    |
| Neidenburg                  | 39.182    |
| Ortelsburg                  | 72.711    |
| Osterode i. Ostpr.          | 77.436    |
| Rößel (in Bischofsburg)     | 49.368    |
| Sensburg                    | 52.726    |
| Regierungsbezirk Allenstein | 548.838   |

| Stadtkreis                    | Einwohner |
| ----------------------------- | --------- |
| Insterburg                    | 38.597    |
| Tilsit                        | 49.945    |
| Kreis (ggf. Sitz)             | Einwohner |
| Angerburg                     | 39.220    |
| Darkehmen                     | 32.960    |
| Goldap                        | 43.759    |
| Gumbinnen                     | 50.624    |
| Insterburg                    | 45.287    |
| Niederung (in Heinrichswalde) | 56.549    |
| Oletzko                       | 40.964    |
| Pillkallen                    | 44.478    |
| Stallupönen                   | 43.913    |
| Tilsit-Ragnit (in Tilsit)     | 57.784    |
| Regierungsbezirk Gumbinnen    | 544.080   |

| Stadtkreis                  | Einwohner |
| --------------------------- | --------- |
| Königsberg i. Pr.           | 274.575   |
| Kreis                       | Einwohner |
| Braunsberg                  | 54.714    |
| Fischhausen                 | 65.789    |
| Friedland                   | 43.777    |
| Gerdauen                    | 36.195    |
| Heiligenbeil                | 44.476    |
| Heilsberg                   | 43.646    |
| Königsberg i. Pr.           | 51.460    |
| Labiau                      | 50.235    |
| Mohrungen                   | 54.158    |
| Preußisch Eylau             | 48.953    |
| Preußisch Holland           | 38.789    |
| Rastenburg                  | 52.782    |
| Wehlau                      | 47.298    |
| Regierungsbezirk Königsberg | 916.847   |

| Stadtkreis                   | Einwohner |
| ---------------------------- | --------- |
| Elbing                       | 67.053    |
| Kreis                        | Einwohner |
| Elbing                       | 27.407    |
| Marienburg i. Westpr.        | 32.710    |
| Marienwerder                 | 41.839    |
| Rosenberg i. Westpr.         | 58.875    |
| Stuhm                        | 37.244    |
| Regierungsbezirk Westpreußen | 265.128   |

### Provinz Pommern
| Stadtkreis                  | Einwohner |
| --------------------------- | --------- |
| Köslin                      | 28.572    |
| Kolberg                     | 33.219    |
| Stolp                       | 41.518    |
| Kreis (ggf. Sitz)           | Einwohner |
| Belgard                     | 54.819    |
| Bublitz                     | 22.607    |
| Bütow                       | 29.014    |
| Dramburg                    | 37.847    |
| Köslin                      | 32.029    |
| Kolberg-Körlin (in Kolberg) | 40.906    |
| Lauenburg i. Pom.           | 62.108    |
| Neustettin                  | 82.982    |
| Rummelsburg                 | 39.262    |
| Schivelbein                 | 22.877    |
| Schlawe                     | 79.146    |
| Stolp                       | 85.284    |
| Regierungsbezirk Köslin     | 692.790   |

| Stadtkreis                    | Einwohner |
| ----------------------------- | --------- |
| Stargard i. Pom.              | 32.132    |
| Stettin                       | 250.603   |
| Kreis (ggf. Sitz)             | Einwohner |
| Anklam                        | 35.939    |
| Cammin                        | 47.230    |
| Demmin                        | 50.068    |
| Greifenberg                   | 45.942    |
| Greifenhagen                  | 52.598    |
| Naugard                       | 59.260    |
| Pyritz                        | 49.685    |
| Randow (in Stettin)           | 108.347   |
| Regenwalde (in Labes)         | 51.119    |
| Saatzig (in Stargard i. Pom.) | 44.755    |
| Ueckermünde                   | 60.063    |
| Usedom-Wollin (in Swinemünde) | 80.930    |
| Regierungsbezirk Stettin      | 968.671   |

| Stadtkreis                 | Einwohner |
| -------------------------- | --------- |
| Greifswald                 | 26.834    |
| Stralsund                  | 39.166    |
| Kreis (ggf. Sitz)          | Einwohner |
| Franzburg                  | 46.948    |
| Greifswald                 | 42.036    |
| Grimmen                    | 40.553    |
| Rügen (in Bergen a. Rügen) | 61.147    |
| Regierungsbezirk Stralsund | 256.684   |

### Rheinprovinz
Teile der Rheinprovinz im Regierungsbezirk Trier fielen 1920 an das Saargebiet unter Völkerbundsverwaltung. Eupen und Malmedy aus dem Regierungsbezirk Aachen fiel nach Volksabstimmungen an Belgien.
| Stadtkreis              | Einwohner |
| ----------------------- | --------- |
| Aachen                  | 155.296   |
| Kreis                   | Einwohner |
| Aachen                  | 171.378   |
| Düren                   | 116.199   |
| Erkelenz                | 43.091    |
| Geilenkirchen           | 37.648    |
| Heinsberg               | 47.028    |
| Jülich                  | 49.858    |
| Monschau                | 20.300    |
| Schleiden               | 49.252    |
| Regierungsbezirk Aachen | 690.050   |

| Stadtkreis                  | Einwohner |
| --------------------------- | --------- |
| Barmen                      | 184.923   |
| Düsseldorf                  | 428.999   |
| Duisburg                    | 272.174   |
| Elberfeld                   | 165.074   |
| Essen                       | 466.133   |
| Hamborn                     | 125.767   |
| Krefeld                     | 130.048   |
| Mülheim a. d. Ruhr          | 126.350   |
| München-Gladbach            | 114.787   |
| Neuß                        | 45.082    |
| Oberhausen                  | 104.737   |
| Remscheid                   | 76.049    |
| Rheydt                      | 44.801    |
| Solingen                    | 51.513    |
| Sterkrade                   | 50.304    |
| Kreis (ggf. Sitz)           | Einwohner |
| Dinslaken                   | 60.962    |
| Düsseldorf                  | 116.010   |
| Essen                       | 151.617   |
| Geldern                     | 63.204    |
| Gladbach                    | 80.944    |
| Grevenbroich                | 53.596    |
| Kempen i. d. Rheinprov.     | 105.597   |
| Kleve                       | 81.241    |
| Krefeld                     | 46.678    |
| Lennep                      | 85.876    |
| Mettmann                    | 125.339   |
| Moers                       | 172.839   |
| Neuß                        | 38.484    |
| Rees (in Wesel)             | 83.258    |
| Solingen                    | 180.741   |
| Regierungsbezirk Düsseldorf | 3.833.127 |

| Stadtkreis               | Einwohner |
| ------------------------ | --------- |
| Koblenz                  | 58.753    |
| Kreis                    | Einwohner |
| Adenau                   | 25.600    |
| Ahrweiler                | 51.445    |
| Altenkirchen             | 86.697    |
| Cochem                   | 41.620    |
| Koblenz                  | 69.126    |
| Kreuznach                | 88.630    |
| Mayen                    | 82.893    |
| Meisenheim               | 13.560    |
| Neuwied                  | 101.209   |
| Sankt Goar               | 43.316    |
| Simmern                  | 37.473    |
| Wetzlar                  | 71.470    |
| Zell                     | 32.913    |
| Regierungsbezirk Koblenz | 804.705   |

| Stadtkreis              | Einwohner |
| ----------------------- | --------- |
| Bonn                    | 90.116    |
| Köln                    | 693.266   |
| Kreis (ggf. Sitz)       | Einwohner |
| Bergheim                | 64.531    |
| Bonn                    | 82.184    |
| Euskirchen              | 56.015    |
| Gummersbach             | 53.215    |
| Köln                    | 92.547    |
| Mülheim a. Rhein        | 64.123    |
| Rheinbach               | 36.899    |
| Siegkreis (in Siegburg) | 139.329   |
| Waldbröl                | 30.183    |
| Wipperfürth             | 29.593    |
| Regierungsbezirk Köln   | 1.432.001 |

| Stadtkreis                                     | Einwohner |
| ---------------------------------------------- | --------- |
| Trier                                          | 58.253    |
| Kreis (ggf. Sitz)                              | Einwohner |
| Bernkastel (in Bernkastel-Kues)                | 50.631    |
| Bitburg                                        | 49.714    |
| Daun                                           | 34.460    |
| Merzig-Wadern (Rest) (in Wadern)               | 23.937    |
| Prüm                                           | 37.958    |
| Saarburg                                       | 37.719    |
| Sankt Wendel-Baumholder (Rest) (in Baumholder) | 32.382    |
| Trier                                          | 103.738   |
| Wittlich                                       | 46.482    |
| Regierungsbezirk Trier (ohne Saargebiet)       | 475.274   |

### Provinz Sachsen
| Stadtkreis                            | Einwohner |
| ------------------------------------- | --------- |
| Erfurt                                | 134.837   |
| Mühlhausen i. Th.                     | 36.527    |
| Nordhausen                            | 35.009    |
| Kreis (ggf. Sitz)                     | Einwohner |
| Erfurt                                | 29.092    |
| Grafschaft Hohenstein (in Nordhausen) | 53.095    |
| Heiligenstadt                         | 45.446    |
| Langensalza                           | 39.747    |
| Mühlhausen i. Th.                     | 40.034    |
| Schleusingen                          | 59.303    |
| Weißensee                             | 29.986    |
| Worbis                                | 46.573    |
| Ziegenrück (in Ranis)                 | 19.699    |
| Regierungsbezirk Erfurt               | 569.348   |

| Stadtkreis                              | Einwohner |
| --------------------------------------- | --------- |
| Aschersleben                            | 28.508    |
| Burg b. M.                              | 24.273    |
| Halberstadt                             | 47.893    |
| Magdeburg                               | 286.752   |
| Quedlinburg                             | 26.908    |
| Stendal                                 | 29.690    |
| Kreis (ggf. Sitz)                       | Einwohner |
| Calbe a. S.                             | 110.224   |
| Gardelegen                              | 65.277    |
| Grafschaft Wernigerode (in Wernigerode) | 43.519    |
| Halberstadt                             | 40.687    |
| Jerichow I (in Burg b. M.)              | 62.240    |
| Jerichow II (in Genthin)                | 68.088    |
| Neuhaldensleben                         | 68.373    |
| Oschersleben                            | 56.308    |
| Osterburg                               | 48.711    |
| Quedlinburg                             | 49.166    |
| Salzwedel                               | 62.220    |
| Stendal                                 | 54.961    |
| Wanzleben                               | 71.769    |
| Wolmirstedt                             | 51.707    |
| Regierungsbezirk Magdeburg              | 1.297.274 |

| Stadtkreis                            | Einwohner |
| ------------------------------------- | --------- |
| Eisleben                              | 23.574    |
| Halle a. S.                           | 192.330   |
| Merseburg                             | 25.340    |
| Naumburg                              | 29.094    |
| Weißenfels                            | 36.588    |
| Wittenberg                            | 23.356    |
| Zeitz                                 | 34.273    |
| Kreis (ggf. Sitz)                     | Einwohner |
| Bitterfeld                            | 95.534    |
| Delitzsch                             | 82.173    |
| Eckartsberga (in Kölleda)             | 42.634    |
| Liebenwerda                           | 74.885    |
| Mansfelder Gebirgskreis (in Mansfeld) | 61.786    |
| Mansfelder Seekreis (in Eisleben)     | 82.188    |
| Merseburg                             | 84.476    |
| Naumburg                              | 16.714    |
| Querfurt                              | 70.911    |
| Saalkreis (in Halle a. S.)            | 88.074    |
| Sangerhausen                          | 75.897    |
| Schweinitz (in Herzberg (Elster))     | 40.034    |
| Torgau                                | 59.279    |
| Weißenfels                            | 84.170    |
| Wittenberg                            | 54.227    |
| Zeitz                                 | 38.608    |
| Regierungsbezirk Merseburg            | 1.416.145 |

### Provinz Schleswig-Holstein
Nordschleswig fiel nach Volksabstimmung 1920 an Dänemark. Südschleswig blieb nach der Volksabstimmung beim Deutschen Reich in der preußischen Provinz Schleswig-Holstein. Die Provinz bestand aus dem Regierungsbezirk Schleswig.
| Stadtkreis                         | Einwohner |
| ---------------------------------- | --------- |
| Altona                             | 182.071   |
| Flensburg                          | 63.571    |
| Kiel                               | 211.687   |
| Neumünster                         | 39.868    |
| Wandsbek                           | 39.022    |
| Kreis (ggf. Sitz)                  | Einwohner |
| Bordesholm                         | 37.765    |
| Eckernförde                        | 39.232    |
| Eiderstedt (in Tönning)            | 15.899    |
| Flensburg                          | 44.054    |
| Herzogtum Lauenburg (in Ratzeburg) | 58.939    |
| Husum (in Schloß vor Husum)        | 44.615    |
| Insel Helgoland                    | 3.464     |
| Norderdithmarschen (in Heide)      | 42.999    |
| Oldenburg                          | 49.806    |
| Pinneberg                          | 139.351   |
| Plön                               | 52.319    |
| Rendsburg                          | 74.177    |
| Schleswig                          | 70.744    |
| Segeberg                           | 48.951    |
| Steinburg (in Itzehoe)             | 81.688    |
| Stormarn (in Wandsbek)             | 98.081    |
| Süderdithmarschen (in Meldorf)     | 54.005    |
| Süd-Tondern (in Niebüll)           | 42.509    |
| Regierungsbezirk Schleswig         | 1.534.817 |

### Provinz Westfalen
| Stadtkreis                      | Einwohner |
| ------------------------------- | --------- |
| Bochum                          | 156.047   |
| Dortmund                        | 319.933   |
| Gelsenkirchen                   | 205.543   |
| Hagen (Westf.)                  | 98.690    |
| Hamm (Westf.)                   | 49.902    |
| Herne                           | 66.005    |
| Hörde                           | 34.658    |
| Iserlohn                        | 30.674    |
| Lüdenscheid                     | 32.669    |
| Siegen                          | 30.894    |
| Witten                          | 44.947    |
| Kreis (ggf. Sitz)               | Einwohner |
| Altena                          | 94.882    |
| Arnsberg                        | 73.695    |
| Bochum                          | 136.939   |
| Brilon                          | 48.105    |
| Dortmund                        | 214.872   |
| Gelsenkirchen                   | 150.381   |
| Hagen                           | 87.552    |
| Hamm                            | 126.910   |
| Hattingen                       | 92.979    |
| Hörde                           | 119.611   |
| Iserlohn                        | 82.308    |
| Lippstadt                       | 54.599    |
| Meschede                        | 46.714    |
| Olpe                            | 60.264    |
| Schwelm                         | 75.905    |
| Siegen                          | 98.401    |
| Soest                           | 68.016    |
| Wittgenstein (in Bad Berleburg) | 27.737    |
| Regierungsbezirk Arnsberg       | 2.729.832 |

| Stadtkreis              | Einwohner |
| ----------------------- | --------- |
| Bielefeld               | 85.166    |
| Herford                 | 35.887    |
| Kreis                   | Einwohner |
| Bielefeld               | 84.269    |
| Büren                   | 41.253    |
| Halle i. Westf.         | 33.199    |
| Herford                 | 104.894   |
| Höxter                  | 63.647    |
| Lübbecke                | 55.536    |
| Minden                  | 125.147   |
| Paderborn               | 77.832    |
| Warburg                 | 36.744    |
| Wiedenbrück             | 73.504    |
| Regierungsbezirk Minden | 817.078   |

| Stadtkreis                   | Einwohner |
| ---------------------------- | --------- |
| Bocholt                      | 30.241    |
| Bottrop                      | 76.807    |
| Buer                         | 98.303    |
| Gladbeck                     | 59.654    |
| Münster i. Westf.            | 104.750   |
| Osterfeld                    | 32.205    |
| Recklinghausen               | 59.703    |
| Kreis (ggf. Sitz)            | Einwohner |
| Ahaus                        | 64.870    |
| Beckum                       | 88.143    |
| Borken                       | 50.472    |
| Coesfeld                     | 66.881    |
| Lüdinghausen                 | 83.211    |
| Münster                      | 52.256    |
| Recklinghausen               | 209.798   |
| Steinfurt (in Burgsteinfurt) | 98.262    |
| Tecklenburg                  | 68.662    |
| Warendorf                    | 36.019    |
| Regierungsbezirk Münster     | 1.280.237 |

## Freistaat Sachsen
Der Freistaat Sachsen gliederte sich 1925 in 5 Kreishauptmannschaften, die Regierungsbezirken entsprachen. Die Kreishauptmannschaften gliederten sich in Bezirksfreie Städte und Amtshauptmannschaften. Die Bezirksfreien Städte entsprachen Kreisfreien Städten und die Amtshauptmannschaften Kreisen.
| Bezirksfreie Stadt           | Einwohner |
| ---------------------------- | --------- |
| Bautzen                      | 39.052    |
| Zittau                       | 38.120    |
| Amtshauptmannschaft          | Einwohner |
| Bautzen                      | 107.105   |
| Kamenz                       | 80.921    |
| Löbau                        | 110.105   |
| Zittau                       | 90.231    |
| Kreishauptmannschaft Bautzen | 465.534   |

| Bezirksfreie Stadt            | Einwohner |
| ----------------------------- | --------- |
| Chemnitz                      | 323.153   |
| Glauchau                      | 27.213    |
| Meerane                       | 23.913    |
| Amtshauptmannschaft           | Einwohner |
| Annaberg                      | 111.307   |
| Chemnitz                      | 133.344   |
| Flöha                         | 98.780    |
| Glauchau                      | 104.674   |
| Marienberg                    | 66.755    |
| Stollberg                     | 80.206    |
| Kreishauptmannschaft Chemnitz | 969.345   |

| Bezirksfreie Stadt           | Einwohner |
| ---------------------------- | --------- |
| Dresden                      | 608.025   |
| Freiberg                     | 34.519    |
| Freital                      | 36.206    |
| Meißen                       | 41.094    |
| Pirna                        | 30.456    |
| Riesa                        | 24.082    |
| Amtshauptmannschaft          | Einwohner |
| Dippoldiswalde               | 62.575    |
| Dresden                      | 162.338   |
| Freiberg                     | 81.309    |
| Großenhain                   | 73.217    |
| Meißen                       | 95.189    |
| Pirna                        | 142.606   |
| Kreishauptmannschaft Dresden | 1.391.616 |

| Bezirksfreie Stadt           | Einwohner |
| ---------------------------- | --------- |
| Döbeln                       | 22.553    |
| Leipzig                      | 660.140   |
| Mittweida                    | 19.341    |
| Wurzen                       | 18.194    |
| Amtshauptmannschaft          | Einwohner |
| Borna                        | 90.594    |
| Döbeln                       | 100.358   |
| Grimma                       | 96.604    |
| Leipzig                      | 113.739   |
| Oschatz                      | 60.479    |
| Rochlitz                     | 107.140   |
| Kreishauptmannschaft Leipzig | 1.289.142 |

| Bezirksfreie Stadt           | Einwohner |
| ---------------------------- | --------- |
| Aue                          | 21.216    |
| Crimmitschau                 | 26.827    |
| Plauen                       | 109.953   |
| Reichenbach im Vogtland      | 30.813    |
| Werdau                       | 20.918    |
| Zwickau                      | 79.699    |
| Amtshauptmannschaft          | Einwohner |
| Auerbach                     | 127.947   |
| Oelsnitz                     | 76.690    |
| Plauen                       | 66.036    |
| Schwarzenberg                | 131.824   |
| Werdau                       | 48.644    |
| Zwickau                      | 117.315   |
| Kreishauptmannschaft Zwickau | 857.882   |

## Freistaat Schaumburg-Lippe
| Stadt      | Einwohner |
| ---------- | --------- |
| Bückeburg  | 5.381     |
| Stadthagen | 7.360     |
| Kreis      | Einwohner |
| Bückeburg  | 16.747    |
| Stadthagen | 19.171    |

## Land Thüringen
Nach der Abdankung der Monarchen in den thüringischen Kleinstaaten nach dem Ende des Deutschen Kaiserreichs am 9. November 1918 im November 1918 wurden die Herzogtümer Sachsen-Altenburg, Sachsen Coburg und Gotha, Sachsen-Meiningen, das Großherzogtum Sachsen-Weimar-Eisenach, die Fürstentümer Schwarzburg-Rudolstadt und Schwarzburg-Sondershausen Freistaaten und aus den beiden Fürstentümern Reuß ältere Linie und Reuß jüngere Line der Volksstaat Reuß. In einer Volksabstimmung am 30. November 1919 stimmte die Mehrheit in dem Landesteil Coburg des Freistaates Sachsen-Coburg und Gotha für die Vereinigung mit dem Freistaat Bayern. Am 1. Mai 1920 wurde durch Vereinigung der Freistaaten Sachsen-Altenburg, Sachsen-Meiningen, Sachsen-Weimar-Eisenach, Schwarzburg-Rudolstadt, Schwarzburg-Sondershausen, des Volksstaates Reuß und des Landesteils Gotha des Freistaates Sachsen Coburg und Gotha durch Reichsgesetz das Land Thüringen mit der Hauptstadt Weimar gebildet. Der preußische Regierungsbezirk Erfurt in der preußischen Provinz Sachsen und der preußische Kreis Herrschaft Schmalkalden in der preußischen Provinz Hessen-Nassau Regierungsbezirk Kassel blieben bei Preußen. Am 1. Oktober 1922 wurde eine Kreisreform in Thüringen durchgeführt, wonach das Land in Stadtkreise und Landkreise gegliedert wurde. Die Stadtkreise entsprachen Kreisfreien Städten. Die Kreisabteilung Camburg war als bisherige Exklave des Kreises Saalfeld ein kreisähnlicher Verwaltungsbezirk.
| Stadtkreis   | Einwohner |
| ------------ | --------- |
| Altenburg    | 42.167    |
| Apolda       | 25.476    |
| Arnstadt     | 21.801    |
| Eisenach     | 43.968    |
| Gera         | 80.666    |
| Gotha        | 45.694    |
| Greiz        | 37.134    |
| Jena         | 53.682    |
| Weimar       | 46.071    |
| Zella-Mehlis | 14.467    |

| Landkreis               | Einwohner |
| ----------------------- | --------- |
| Altenburg               | 95.255    |
| Arnstadt                | 89.662    |
| Camburg, Kreisabteilung | 9.849     |
| Eisenach                | 98.198    |
| Gera                    | 88.864    |
| Gotha                   | 110.035   |
| Greiz                   | 51.013    |
| Hildburghausen          | 60.599    |
| Meiningen               | 86.433    |
| Rudolstadt              | 67.761    |
| Saalfeld                | 74.549    |
| Schleiz                 | 48.684    |
| Sondershausen           | 73.094    |
| Sonneberg               | 79.947    |
| Stadtroda               | 78.671    |
| Weimar                  | 104.793   |

## Freistaat Waldeck
Nach der Abdankung des Füsten von Waldeck und Pyrmont im November 1918 wurde der Freistaat Waldeck-Pyrmont ausgerufen. Nach einer Volksabstimmung wurde am 30. November 1921 die Abtrennung der Exklave Kreis Pyrmont an Preußen an die Provinz Hannover vereinbart. Am 1. April 1922 wurde der Kreis Pyrmont in die preußische Provinz Hannover in den Regierungsbezirk Hannover mit dem Kreis Hameln zum Kreis Hameln-Pyrmont zusammengeschlossen. Am 30. November 1921 wurde der Freistaat Waldeck proklamiert.
| Kreis (ggf. Sitz)           | Einwohner |
| --------------------------- | --------- |
| der Eder (in Bad Wildungen) | 20.652    |
| des Eisenbergs (in Korbach) | 21.803    |
| der Twiste (in Arolsen)     | 16.698    |

## Volksstaat Württemberg
Nach der Abdankung des Königs von Württemberg im November 1918 wurde der Volksstaat Württemberg ausgerufen. Am 1. April 1924 wurden die Kreise Donaukreis, Jagstkreis, Neckarkreis und Schwarzwaldkreis aufgelöst. Sie entsprachen Regierungsbezirken. Die Gliederung in die Stadt Stuttgart und die Oberämter blieb bestehen. Die Stadt Stuttgart entsprach einer kreisfreien Stadt und die Oberämter Kreisen.
| Oberamt               | Einwohner |
| --------------------- | --------- |
| Biberach              | 39.685    |
| Blaubeuren            | 22.940    |
| Ehingen               | 28.808    |
| Geislingen            | 41.593    |
| Göppingen             | 65.481    |
| Kircheim              | 33.017    |
| Laupheim              | 29.500    |
| Leutkirch             | 28.875    |
| Münsingen             | 28.358    |
| Ravensburg            | 50.741    |
| Riedlingen            | 26.879    |
| Saulgau               | 30.586    |
| Tettnang              | 36.486    |
| Ulm                   | 77.653    |
| Waldsee               | 30.984    |
| Wangen                | 28.661    |
| Ehemaliger Donaukreis | 600.247   |

| Oberamt (ggf. Sitz)         | Einwohner |
| --------------------------- | --------- |
| Aalen                       | 36.246    |
| Crailsheim                  | 26.361    |
| Ellwangen                   | 31.977    |
| Gaildorf                    | 21.871    |
| Gerabronn                   | 26.962    |
| Gmünd (in Schwäbisch Gmünd) | 44.933    |
| Hall (in Schwäbisch Hall)   | 28.676    |
| Heidenheim                  | 48.605    |
| Künzelsau                   | 25.603    |
| Mergentheim                 | 29.286    |
| Neresheim                   | 21.057    |
| Öhringen                    | 27.270    |
| Schorndorf                  | 29.032    |
| Welzheim                    | 22.904    |
| Ehemaliger Jagstkreis       | 420.783   |

| Stadt                        | Einwohner |
| ---------------------------- | --------- |
| Stuttgart                    | 337.643   |
| Oberamt (ggf. Sitz)          | Einwohner |
| Backnang                     | 30.359    |
| Besigheim                    | 32.101    |
| Böblingen                    | 31.853    |
| Brackenheim                  | 24.304    |
| Eßlingen                     | 67.256    |
| Heilbronn                    | 81.484    |
| Leonberg                     | 38.112    |
| Ludwigsburg                  | 77.710    |
| Marbach                      | 26.623    |
| Maulbronn                    | 27.484    |
| Neckarsulm                   | 34.813    |
| Stuttgart Amt (in Stuttgart) | 65.088    |
| Vaihingen                    | 22.028    |
| Waiblingen                   | 46.955    |
| Weinsberg                    | 23.776    |
| Ehemaliger Neckarkreis       | 967.559   |

| Oberamt                     | Einwohner |
| --------------------------- | --------- |
| Balingen                    | 49.843    |
| Calw                        | 30.560    |
| Freudenstadt                | 39.203    |
| Herrenberg                  | 25.158    |
| Horb                        | 19.821    |
| Nagold                      | 26.468    |
| Neuenbürg                   | 40.655    |
| Nürtingen                   | 33.449    |
| Oberndorf                   | 40.104    |
| Reutlingen                  | 59.863    |
| Rottenburg                  | 29.392    |
| Rottweil                    | 51.004    |
| Spaichingen                 | 18.394    |
| Sulz                        | 19.051    |
| Tübingen                    | 49.482    |
| Tuttlingen                  | 37.956    |
| Urach                       | 35.291    |
| Ehemaliger Schwarzwaldkreis | 605.694   |